# Judílovo
Judílovo (en rus: Жуди́лово) és un poble (un possiólok) de l'óblast de Briansk, a Rússia, que el 2013 tenia 218 habitants, pertany al districte d'Unetxa.